# ОФК куп нација 2008.
ОФК куп нација 2008. (службени назив: 2008 OFC Nations Cup) је осми по реду ОФК куп нација. Првенство се први пут играло по новом систему и није било домаћина. Такмичење се одржавало од 17. октобра 2007. до 19. новембра 2008. Победник такмичења постао је првак Океаније у фудбалу и имао је право да представља Океанију на наредном Купу конфедерација. На овом првенству није учествовала Аустралија која је требало да брани титулу, јер је напустила Океанијску фудбалску конфедерацију и прешла у Азијску фудбалску конфедерацију.

## Репрезентације
Четири репрезентације се пласирало на куп нација.
- Нови Зеланд
- Нова Каледонија
- Фиџи
- Вануату

## Резултати
| Датум               | Време | Репрезентација  | Репрезентација  | Резултат |
| ------------------- | ----- | --------------- | --------------- | -------- |
| 17. октобар 2007.   | 16:00 | Фиџи            | Нови Зеланд     | 0:2      |
| 17. новембар 2007.  | 14:00 | Вануату         | Нови Зеланд     | 1:2      |
| 17. новембар 2007.  | 15:00 | Фиџи            | Нова Каледонија | 3:3      |
| 21. новембар 2007.  | 19:00 | Нови Зеланд     | Вануату         | 4:1      |
| 21. новембар 2007.  | 19:00 | Нова Каледонија | Фиџи            | 4:0      |
| 14. јун 2008.       | 14:00 | Вануату         | Нова Каледонија | 1:1      |
| 21. јун 2008.       | 15:00 | Нова Каледонија | Вануату         | 3:0      |
| 6. септембар 2008.  | 15:00 | Фиџи            | Вануату         | 2:0      |
| 6. септембар 2008.  | 17:00 | Нова Каледонија | Нови Зеланд     | 1:3      |
| 10. септембар 2008. | 14:00 | Вануату         | Фиџи            | 2:1      |
| 10. септембар 2008. | 19:30 | Нови Зеланд     | Нова Каледонија | 3:0      |
| 19. новембар 2008.  | 18:00 | Нови Зеланд     | Фиџи            | 0:2      |

| Репрезентација  | ИГ | П | Н | И | ГД | ГП | ГР | Б  |
| --------------- | -- | - | - | - | -- | -- | -- | -- |
| Нови Зеланд     | 6  | 5 | 0 | 1 | 14 | 5  | +9 | 15 |
| Нова Каледонија | 6  | 2 | 2 | 2 | 12 | 10 | +2 | 8  |
| Фиџи            | 6  | 2 | 1 | 3 | 8  | 11 | -3 | 7  |
| Вануату         | 6  | 1 | 1 | 4 | 5  | 13 | -8 | 4  |

## Награде
| Победник ОФК куп нација 2008. |
| Нови Зеланд Четврта титула    |

### Коначни пласман учесника
| # | Репрезентација  |
| - | --------------- |
| 1 | Нови Зеланд     |
| 2 | Нова Каледонија |
| 3 | Фиџи            |
| 4 | Вануату         |

## Играчи који су постигли највише голова
8 гола
- Шејн Смелц

5 гола
- Michel Hmaé

3 гола
- Дејв Малиган

2 гола
| - Макиу Дунадаму - Рој Кришна | - Осеа Вакаталесау - Пиер Вајока | - Франсоа Сакама |